# آساندها (تأمين صحي)
آساندها ( بالديفيهي: हिन्य यय हिन्वियो) هو نظام التأمين الصحي الشامل في جزر المالديف. إنه نظام رعاية صحية ذو دافع واحد يتم تمويله فقط من قبل حكومة جزر المالديف. تم تصميم البرنامج لتوفير الرعاية الطبية بما في ذلك العلاج في المستشفى (المرضى الداخليين والخارجيين)، وتغطية تكاليف الأدوية، وتوفير الإخلاء في حالات الطوارئ إلى المرافق الطبية ذات المستوى الأعلى وحتى الرعاية الطبية المغطاة من الخارج. يُستخدم اسم "آساندها " للإشارة إلى البرنامج بالإضافة إلى الشركة المملوكة للدولة، شركة اساندها المحدودة، والتي تعمل كمسؤول عن مطالبات الطرف الثالث.
بالنسبة لعام الميزانية 2020، من المتوقع أن تنفق الحكومة أكثر من 950.7 مليون روبية إندونيسية على المخطط ويمثل 2.6٪ من ميزانية الإنفاق الوطنية.

## تاريخ
تأسست آساندها في 29 ديسمبر 2011 بموجب القانون رقم 15/2011 (قانون التأمين الصحي الاجتماعي الوطني). وتم تكليف الوكالة الوطنية للحماية الاجتماعية العاملة تحت إشراف وزارة الصحة بتنفيذ البرنامج. في البداية، شكلت الحكومة شركة ذات مسؤولية محدودة مع شركة التأمين المتحالفة والتي كان من المفترض أن تعمل كطرف ثالث مسؤول عن تسهيل البرنامج وإدارته. يتم تشغيل آساندها على نموذج غير نقدي حيث تدفع شركة آساندها لمقدمي الخدمات المختلفين. تم تنفيذ اساندها اعتبارا من 1 يناير 2012. في البداية، تم تصميمه بحد إجمالي قدره 100000 ميتافيرس وكان له حدود فرعية مختلفة. تم إلغاء هذا الحد وتمت إعادة تسمية المخطط في 24 فبراير 2014، باسم حسنوفا آساندها من قبل الرئيس آنذاك عبد الله يمين.

## مميزات اساندها
منذ تقديم حسنوفا اساندها (مضاءة: اساندها غير المحدودة)، تم إلغاء مفهوم الحدود العامة والحدود الفرعية التي غالبًا ما تكون مشابهة لسياسات التأمين الصحي الخاص. وبدلاً من ذلك، يحق لجميع مواطني جزر المالديف تلقائيًا الاستفادة من البرنامج والتسجيل فيه ويضمن لهم الحصول على الرعاية الطبية نيابة عنهم. في حين يضمن برنامج آساندها عدم اضطرار أي مواطن إلى الدفع من جيبه مقابل الخدمات الطبية التي يتم الحصول عليها من المستشفيات التي تديرها الحكومة، فإن البرنامج لا يوفر تغطية بنسبة 100٪ للتكاليف المتكبدة في المستشفيات الخاصة. يتم تطبيق نموذج الدفع المشترك في حالة المستشفيات والعيادات الخاصة. ومع ذلك، يتم استبعاد الصيدليات من نموذج الدفع المشترك هذا. يختلف الدفع المشترك المطبق عبر مختلف مقدمي الخدمات والخدمات الطبية. يجب على مقدمي الخدمات الطبية التسجيل كشريك في الشبكة والحصول على موافقة شركة شركة اساندها المحدودة لتمويل الرعاية الصحية من مخطط اساندها.
يُسمح أيضًا بالعلاج من المستشفيات الخارجية في حالة عدم توفر العلاج أو الرعاية المطلوبة في جزر المالديف. تتم إدارة هذا الخيار فقط من قبل شركة اساندها المحدودة، ويتم تحديد اختيار المستشفى في بلد أجنبي من قبل الشركة. حاليًا، تم تجهيز المستشفيات في الهند وسريلانكا لهذا الغرض.
تستخدم اساندها نموذج الاستبعاد حيث تتم تغطية جميع المعالجات باستثناء الاستثناءات المذكورة.

## روابط خارجية
- الموقع الرسمي لاساندها
- الوكالة الوطنية للحماية الاجتماعية - مخطط آساندها